# Vancouver Bandits
Vancouver Bandits, conocidos hasta 2022 como Fraser Valley Bandits, es un equipo de baloncesto canadiense que juega en la CEBL, la primera competición profesional de su país. Tiene su sede en la ciudad de  Langley, Columbia Británica, y disputa sus partidos como local en el Langley Events Centre, con capacidad para 5.276 espectadores.

## Historia
Fraser Valley se presentó por primera vez como parte de la Canadian Elite Basketball League (CEBL) en noviembre de 2017. El 16 de julio de 2018, la CEBL reveló su sexto equipo inaugural como Fraser Valley Bandits, el logotipo que representa un zorro rojo con una máscara de bandido. El equipo comenzó a jugar en la temporada 2019 en Abbotsford Centre. El 27 de junio de 2019, los Bandits derrotaron a los Saskatchewan Rattlers en su primera victoria en la historia de la franquicia. En su campaña inaugural, los Bandits terminaron 4-16 y no se clasificaron para los playoffs.
En la temporada 2020 terminaron la temporada regular 4-2 y alcanzaron la final del campeonato de la CEBL. Finalmente cayeron ante los Edmonton Stingers 90-73.
En la temporada 2021, los Bandits terminaron 7-7 y obtuvieron plaza en los playoffs. Después de derrotar a los Guelph Nighthawks en los cuartos de final, los Bandits perdieron en las semifinales ante los Niagara River Lions 84-82.
El 23 de septiembre de 2021, los Bandits anunciaron que Langley Events Center sería su hogar para la siguiente temporada, que comenzó en mayo de 2022, pasando a adquirir su actual denominación de Vancouver Bandits.

## Palmarés
- CEBL

Subcampeones (1): 2020

## Trayectoria
| Liga  | Temporada      | Entrenador | Temporada regular | Temporada regular | Temporada regular | Temporada regular | Playoffs        | Playoffs        | Playoffs           | Playoffs  |
| Liga  | Temporada      | Entrenador | Ganados           | Perdidos          | % Ganados         | Puesto            | Ganados         | Perdidos        | % ganados          | Resultado |
| ----- | -------------- | ---------- | ----------------- | ----------------- | ----------------- | ----------------- | --------------- | --------------- | ------------------ | --------- |
| CEBL  |                |            |                   |                   |                   |                   |                 |                 |                    |           |
| 2019  | Peter Guarasci | 4          | 16                | .200              | 6.º               | no se clasificó   | no se clasificó | no se clasificó | no se clasificó    |           |
| 2020  | Kyle Julius    | 4          | 2                 | .667              | 2.º               | 1                 | 1               | .500            | Pierde Final       |           |
| 2021  | Dave Singleton | 7          | 7                 | .500              | 4.º               | 1                 | 1               | .500            | Pierde semifinales |           |
| 2022  | Mike Taylor    | 12         | 8                 | .600              | 4.º               | 0                 | 1               | .000            | Pierde en play-in  |           |
| 2023  | Kyle Julius    | 8          | 12                | .400              | 4.º Oeste         | 0                 | 1               | .000            | Pierde semifinales |           |
| Total | Total          | Total      | 35                | 45                | .438              | —                 | 2               | 4               | .333               |           |